# Broadway Ferry (línea Jamaica)
Broadway Ferry fue una estación terminal que se encontraba localizada Williamsburg en Brooklyn, Nueva York en la sección que fue demolida de la línea Jamaica. Tenía 2 vías y 1 plataforma central. Esta estación fue construida como parte de los Contratos Duals[cita requerida]. La siguiente parada al norte era la Avenida Driggs. Fue cerrada debido a la anticipación de que la línea Jamaica, proveía servicio directo a Manhattan vía el Puente de Williamsburg después de 1908.